# Мали Рувци
Мали Рувци (мкд. Мало Рувци) је насеље у Северној Македонији, у јужном делу државе. Мали Рувци припадају општини Прилеп.

## Географија
Насеље Мали Рувци је смештено у јужном делу Северне Македоније. Од најближег већег града, Прилепа, насеље је удаљено 12 km југозападно.
Мали Рувци се налазе у источном делу Пелагоније, највеће висоравни Северне Македоније. Источно од насеља издиже се Селечка планина. Надморска висина насеља је приближно 730 метара.
Клима у насељу је планинска због знатне надморске висине.

## Становништво
По попису становништва из 2002. године, Мали Рувци су имали 22 становника.
Претежно становништво у насељу су етнички Македонци (100%).
Већинска вероисповест у насељу је православље.